# بازی خفگی
بازی خفگی یا بازی غش یک بازی است که در میان نوجوانان برای ایجاد حالت سرخوشی و هیجان بدون استفاده از مواد مخدر صورت می‌گیرد.
در این بازی جوان یک کمربند را به دور گردن خود بسته و آن را آن‌چنان تنگ می‌کند تا به حالت خفگی دچار شود یا اینکه یک نوجوان دیگر گردن او را تحت فشار قرار می‌دهد تا دچار خفگی موقت شود.
از نظر علمی در زمانی که بر روی شریان کاروتید گردن فشار می آید عروق مغز باز شده و خون زیادی به مغز رسیده و میزان دی اکسید کربن مغز کاهش می‌یابد و مغز دچار هیپوکاپنیکاهش دی اکسید کربن می‌شود. نرسیدن خون و کاهش دی اکسید کربن به مغز مقدار زیادی آدرنالین در مغز و بدن ترشح می‌شود که موجب بالا رفتن ضربان قلب و ایجاد هیجان می‌شود. دکتر استیو فیلد رئیس کالج پزشکی سلطنتی انگلستان می‌گوید بازی غش در نوجوانان برای ایجاد هیجان است و ربطی به بازی خفگی در زمان تماس جنسی ندارد.
سالانه چندین کودک بر اثر بازی خفگی دچار خفه شدن و مرگ می‌شوند.